# Iitansaari (ö i Södra Savolax, S:t Michel, lat 61,89, long 26,72)
Iitansaari är en ö i Finland. Den ligger i sjön Puula och i kommunen Kangasniemi i den ekonomiska regionen  S:t Michel och landskapet Södra Savolax, i den södra delen av landet, 210 km nordost om huvudstaden Helsingfors. Öns area är 1,4 hektar och dess största längd är 210 meter i nord-sydlig riktning.